# Jacob Burckhardt
Pour les articles homonymes, voir Burckhardt.
Ne doit pas être confondu avec Jakob Burckhard.
Jacob Burckhardt, né le 25 mai 1818 à Bâle et mort le 8 août 1897 dans la même ville est un historien, historien de l'art, philosophe de l'histoire et de la culture et historiographe suisse. Il est renommé pour avoir abordé l'histoire de l'art d'une manière savante. Burckhardt est considéré comme un spécialiste de la Renaissance, étant l'auteur de La Civilisation de la Renaissance en Italie, un ouvrage publié en 1860 qui fit autorité en son temps.
Sigfried Giedion analyse ainsi l'esprit et la méthode de Burckhardt : « le grand découvreur de la Renaissance, il a le premier montré qu'une période doit être traitée dans son intégralité, en tenant compte non seulement de la peinture, de la sculpture et de l'architecture, mais aussi des institutions sociales et de la vie quotidienne. »

## Biographie

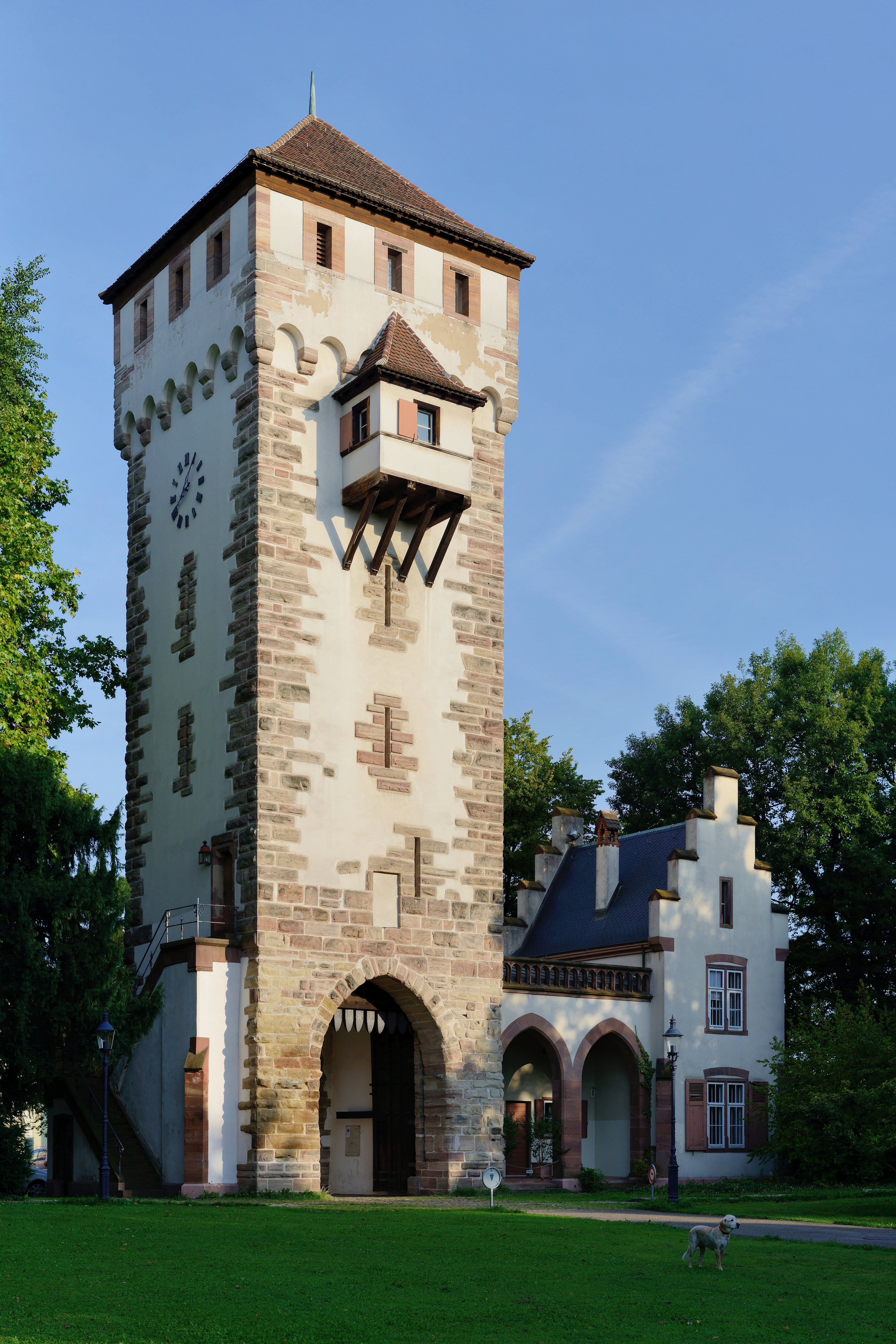
Tour de St Alban, à Bâle

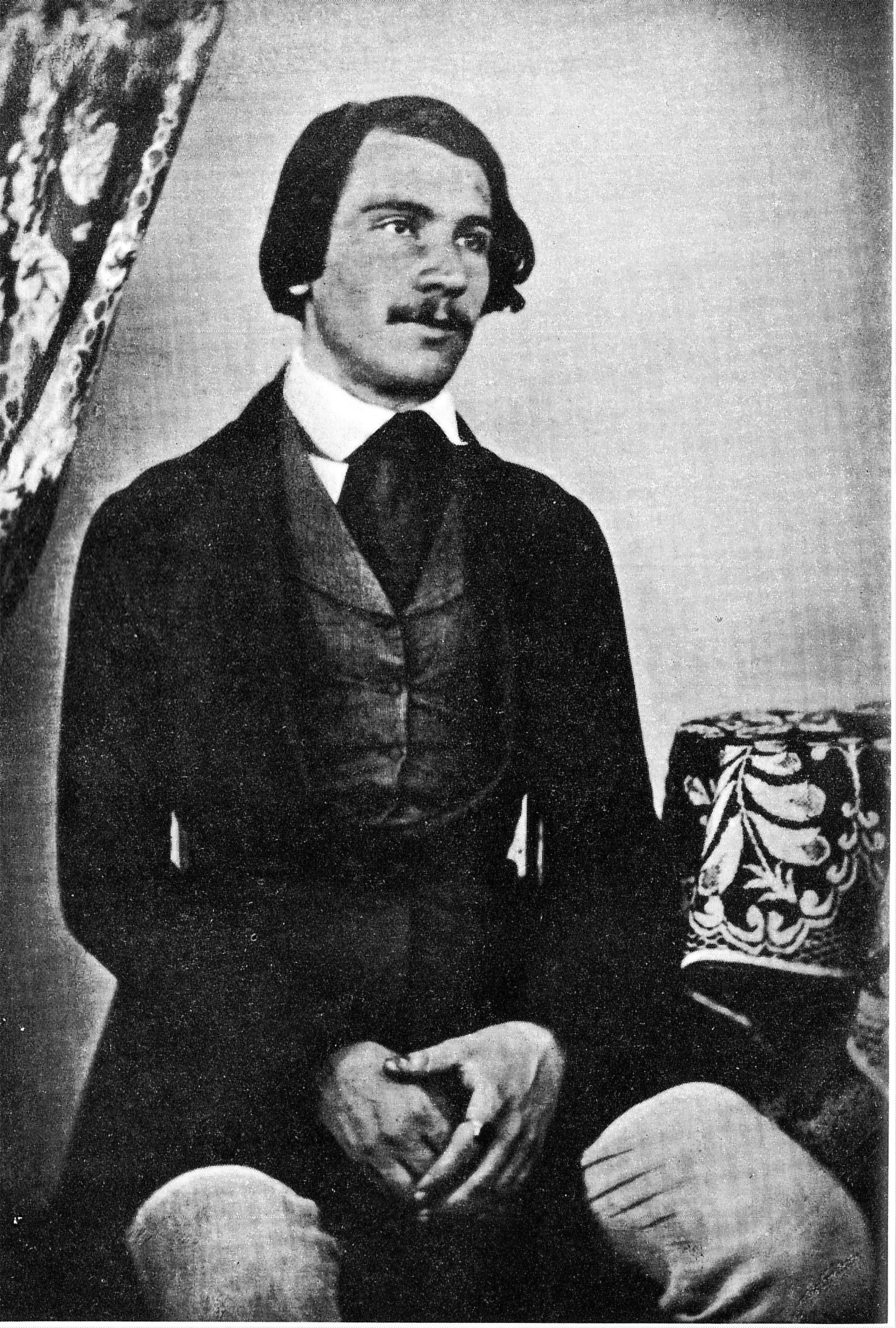
Vers 1840/45

Carl Jacob Christoph Burckhardt naît à Bâle le 25 mai 1818, dans une famille protestante considérée comme faisant partie des daig. Il est le fils de Susanna Maria Schorndorffson et de Jakob, un archidiacre, qui devint par la suite pasteur de la cathédrale et chef de l'Église bâloise (fonction d'antistès).
Il fait ses études primaires et secondaires à Bâle, puis étudie la philologie, l'histoire ancienne, la théologie, l'histoire de l'art[réf. nécessaire] et l'histoire à partir de 1836, toujours dans la même ville, à Neuchâtel (Collège latin), à Berlin et à Bonn.
À l'université de Berlin, il suit, de 1839 à 1843, l'enseignement de Carl Ritter en géographie, de Leopold von Ranke, de Johann Gustav Droysen en histoire et de Franz Kugler en histoire de l'art. Les cours de philosophie de Schelling font sur lui une mauvaise impression. À l'université de Bonn, en 1841, il est l'élève et l'ami du théologien et historien de l'art Gottfried Kinkel, qui le met en relation avec le mouvement littéraire du romantisme allemand.
En 1838, il fait un premier voyage en Italie, et publie son premier article important, Bemerkungen über schweizerische Kathedralen.
En 1843, il séjourne à Paris, où il découvre l'art français et l'art espagnol. Il entreprend un travail sur Charles Martel suggéré par Ranke. Il obtient un doctorat ès lettres et son habilitation à Bâle.
Il rédige, de 1843 à 1846, des articles d'histoire de l'art pour le dictionnaire Brockhaus.
De 1844 à 1845, il est rédacteur politique au Basler Zeitung.
En 1846 et 1847, il est collaborateur à Berlin d'ouvrages sur l'histoire de l'art. Voyages à Rome. Travaux en vue d'une réédition des manuels de son ancien professeur Franz Kugler, qui ont pour thème l'histoire de l'art.
Il est, de 1848 à 1852, maître au gymnase de Bâle.
Parmi les nombreux voyages qu'il a faits durant sa vie, son séjour en Italie de 1853 à 1854 a une influence particulièrement importante sur ses idées. Il écrit Le Cicérone.
De 1854 à 1858, il est professeur d'histoire de l'art à l'École polytechnique fédérale de Zurich.
De 1855 à 1858, il est professeur d'archéologie à l'École polytechnique fédérale de Zurich.
De 1858 à 1883, il reprend son poste de maître au gymnase de Bâle.
Il est enfin, de 1858 à 1886, professeur ordinaire d'histoire, puis d'histoire de l'art (jusqu'en 1893) à l'université de Bâle. Dans ce cadre, il partagea son savoir sur la Grèce antique avec Friedrich Nietzsche.
Il décède le 8 août 1897 à Bâle.

## Son caractère
Burckhardt resta à l'écart de la vie scientifique de son temps : adepte du vivre caché d'Épicure, il privilégia son poste discret à l'université de Bâle (en refusant des offres dans de grandes villes, Berlin par exemple), qui était alors une institution de dimension modeste. Son caractère exprimait naturellement cette discrétion professionnelle : il ne découvrait que rarement ses émotions et sa nature passionnée, qu'il dissimulait sous une douce ironie, ce qui fit dire à Franz Overbeck, dans ses Souvenirs sur Nietzsche que son caractère était quelque peu pusillanime. Il resta toute sa vie célibataire, et trouva dans l'enseignement, selon ses propres déclarations, un « véritable sentiment de bonheur ». Il était un grand ami des chats.
Aux yeux de ses contemporains, Burckhardt fut l'un des esprits les plus cultivés de son temps. Esprit universel, d'une érudition incomparable, il méprisa les philistins de la culture qui font des connaissances historiques une simple connaissance sans vie et un métier comme un autre, et qui s'autoproclament juges suprêmes de l'histoire. Ses écrits et ses cours montrent ainsi un homme attaché d'abord à comprendre la psychologie des hommes du passé, en étudiant leur civilisation dans de vastes tableaux vivants qui laissaient de côté l'érudition intempestive quand elle n'est pas nécessaire : il lutta notamment contre l'éparpillement de l'esprit et la spécialisation qui empêchent l'esprit de parvenir à des vues synthétiques. Débarrassée de ces obstacles, l'histoire peut ainsi nous instruire sur l'homme et ses facultés, et nous porter à la connaissance universelle de l'humanité. Le travail de l'historien consiste, dans ce but, à définir la Kulturgeschichte ou « l'attitude des hommes d'une certaine époque devant le monde. »
Attaché au libre déploiement des facultés humaines, il tenait en horreur les progrès du capitalisme et le développement de l'esprit de propriété sur les œuvres culturelles (droit d'auteur par exemple) ; il craignait également le prolétariat qu'il estimait hostile à la culture ; il se méfiait de l'État tout-puissant et croyait inévitable le conflit entre prolétaires et capitalistes. Les études historiques selon lui devaient conduire à une contemplation de l'évolution humaine dans un esprit humaniste, mais il considérait lui-même l'histoire, non en esthète indifférent et apolitique, mais en moraliste romantique épris de liberté.
Sa conception individualiste de la culture, et sa prédilection pour les petites républiques de citoyens libres, sa méfiance envers la violence de l'État et le fanatisme des religions monothéistes, son admiration de la Grèce et de la Renaissance, ainsi que son inspiration schopenhauerienne, en font le grand maître de Nietzsche ; ce dernier est, pour ainsi dire, son héritier et son continuateur.

## Analyse de ses œuvres principales

### L'Époque de Constantin le Grand(1853)

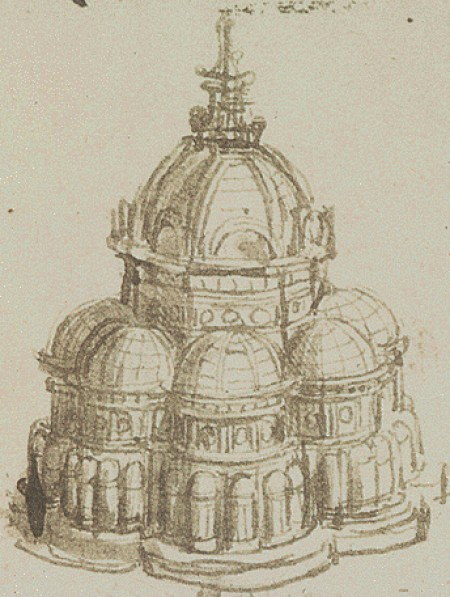
Dessin de Léonard de Vinci ; exemple de l'architecture italienne à laquelle Burckhardt a consacré plusieurs ouvrages

Il n'existe pas de traduction française de cet ouvrage. Il est pourtant tenu pour la première des grandes œuvres de Burckhardt, dans lequel il propose sa première analyse générale d'une civilisation, et donne également à l'art une place importante. Décrivant l'Empire romain au IIIe siècle et les religions païennes de la basse Antiquité, il fait revivre, selon la manière qui sera toujours la sienne par la suite, le temps de l'empereur Constantin le Grand, et l'analyse en tant qu'étape de transition essentielle entre le déclin de l'Antiquité et le développement du christianisme, étape qui ouvrit la voie à la civilisation du Moyen Âge. En l'empereur Constantin, Burckhardt voit un homme incroyant, proche du type napoléonien, dont la force et la grandeur est d'avoir compris que le christianisme était un outil efficace pour bâtir un pouvoir universel ; Constantin a ainsi, selon Burckhardt, changé le cours de l'histoire.

### Le Cicérone, guide de l'art antique et de l'art moderne en Italie(1855)
Le Cicérone (Der Cicerone. Eine Anleitung zum Genuß der Kunstwerke Italiens) est un guide des chefs-d'œuvre de l'art italien et une histoire exhaustive de l'architecture, de la sculpture et de la peinture, depuis l'antiquité romaine jusqu'au XVIIIe siècle. Ce livre, dont la grande valeur scientifique fut longtemps appréciée - jusqu'au début du XXe siècle, fut un guide particulièrement apprécié des germanophones qui voyagèrent en Italie.
Cette œuvre illustre de manière éclatante le second domaine d'enseignement de Burckhardt, l'histoire de l'art, à laquelle il donnait pour but de conduire les hommes vers le véritable fondement de l'art. L'ouvrage est d'ailleurs sous-titré : Introduction à la manière d'apprécier l'art italien. Ainsi, tout comme par son enseignement en histoire il voulait initier ses étudiants à la compréhension des processus historiques et leur morphologie, il se donnait pour tâche de proposer une histoire de l'art constituée non de biographies d'artistes, mais de l'analyse des missions différentes dont l'art fut investi selon les civilisations et les époques.

### La Civilisation de la Renaissance en Italie(1860)

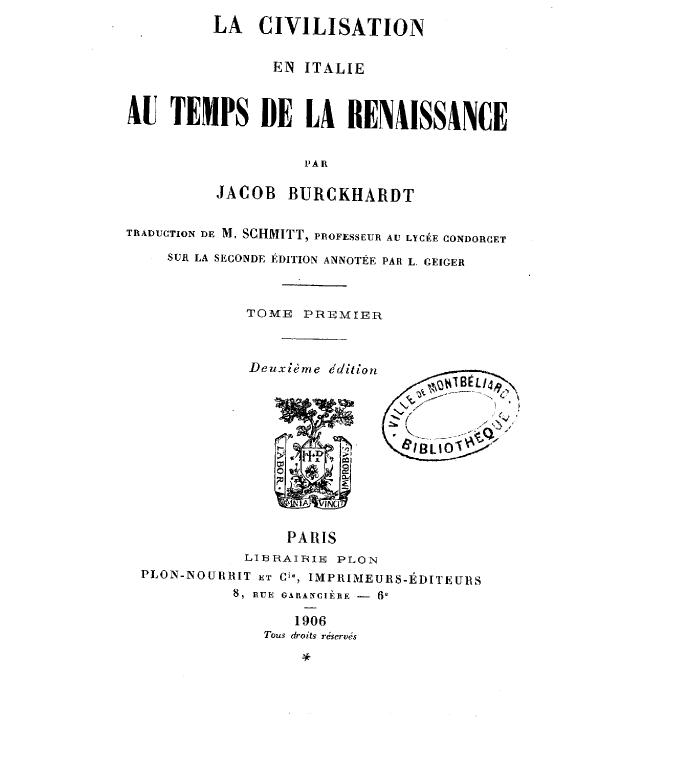
Première page de l'édition française de 1906

« L’historien suisse s’était voué corps et âme à la Renaissance italienne. Il estimait que le type humain y avait atteint sa perfection. Non seulement la discipline individuelle, l’ordre et la clarté avaient été réalisés selon lui dans les républiques italiennes, il tenait encore celles-ci pour un modèle d’ordre politique, économique et administratif. L’homme supérieur dans le petit État, voilà à quoi devait tendre la plus haute civilisation. » (extrait d’une recension de Henri Albert : Briefwechsel von Jakob Burckhardt und Paul Heyse – recueil de la correspondance de ces deux intellectuels)
Dans La Civilisation de la Renaissance en Italie, livre fondateur et qui demeure une référence, l'art est traité comme partie de la civilisation. Cette étude n'est pas une recherche qui tenterait d'expliquer le phénomène de la Renaissance, mais une description qui se libère des contraintes unidimensionnelles de la perspective synchronique en établissant des parallèles et des liens avec des époques antérieures et postérieures.
Le point de départ de cette description est l'organisation politique de l'Italie et l'émergence de l'individu : Burckhardt commence ainsi une analyse fondamentale sur l'évolution de l'époque moderne et sur l'Europe. La Renaissance a en effet marqué le début d'une prise de conscience du caractère unique de l'individu, alors que l'homme du Moyen Âge se considérait comme un élément de la société. La Renaissance pose ainsi les fondements de l'individualisme moderne. La modernité de la Renaissance entraîne également un retour à l'Antiquité qui est selon lui une des conséquences du processus de rationalisation.
L'œuvre est ainsi divisée :
- Première partie : L'État considéré comme œuvre d'art

Dans cette première partie, il étudie les tyrannies italiennes des XIVe et XVe siècles, ainsi que les villes de Venise et de Florence.
- Deuxième partie : Développement de l'individu
- Troisième partie : La résurrection de l'Antiquité
- Quatrième partie : La découverte du monde et de l'homme
- Cinquième partie : La sociabilité et les fêtes
- Sixième partie : Mœurs et religion.

Burckhardt est décédé avant d'avoir terminé la septième partie qu'il souhaitait dédier à l'art de la Renaissance. Cette œuvre est donc incomplète.

### Histoire de la civilisation grecque(1898-1902, publication posthume)

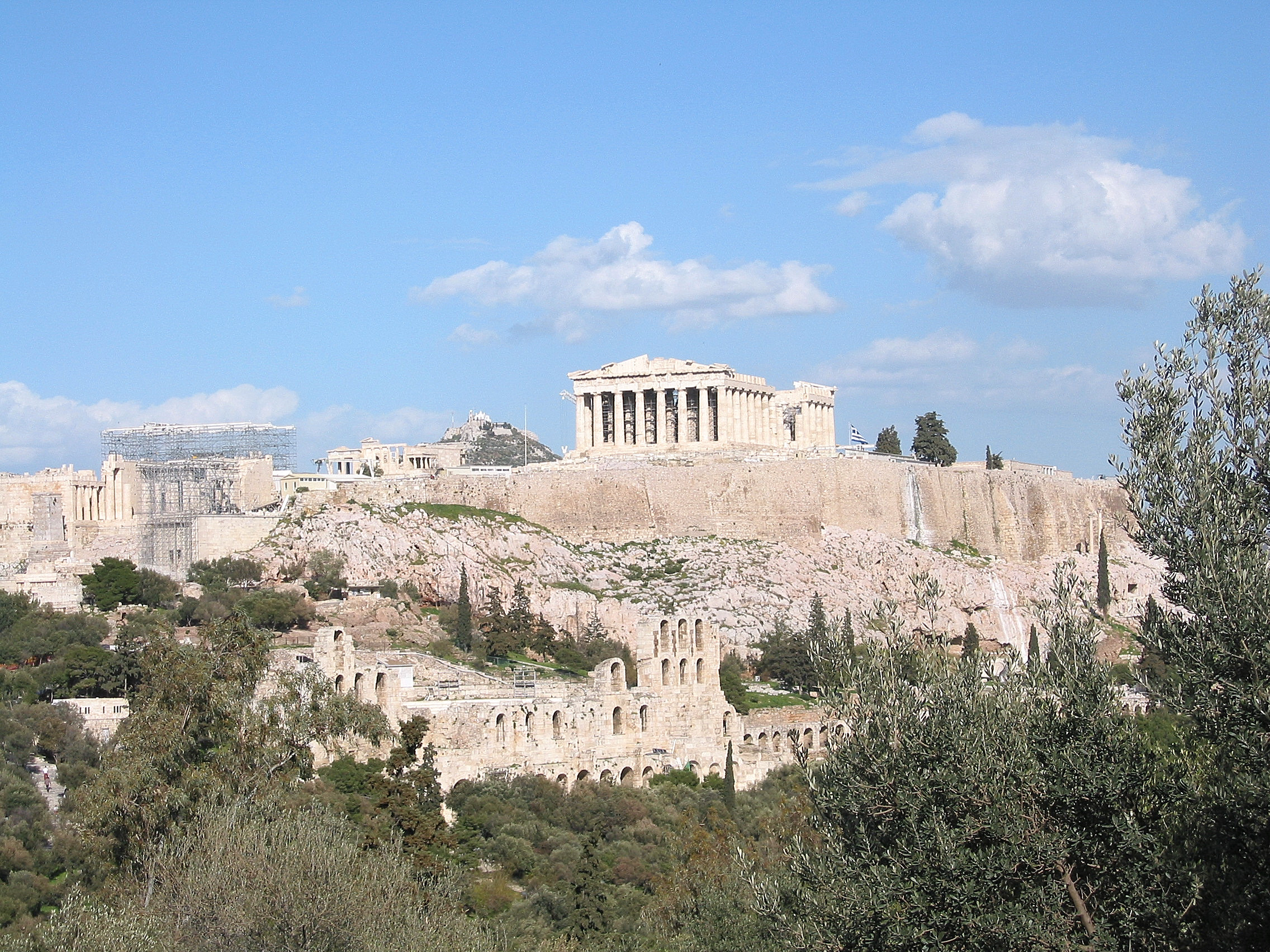
Le sanctuaire antique de l'Acropole et le Parthénon, vue prise de la colline de Philopappos.

La civilisation grecque, et principalement la cité d'Athènes, est sans conteste la grande référence de Burckhardt, qui ne tarit pas d'éloges à son propos. Seule la Florence de la Renaissance soutient la comparaison à ses yeux.
L'Histoire de la civilisation grecque, qui comporte quatre tomes, ne présente pas une suite d'événements et de faits, mais décrit et détaille le rôle des « puissances » constituantes de l'Histoire (État, religion et culture), les fondements et les forces politiques, religieuses et sociales qui ont permis aux événements de se produire. Cet ouvrage ne se limite donc pas à une seule époque, mais procède par thèmes (mythologie, cité, esclavage, etc.) dans l'histoire de la Grèce, pour se terminer par une série de portraits de l'homme grec à différentes époques. Burckhardt opère ainsi une sorte de compromis entre la synchronie et la diachronie.
Dans cette œuvre, Burckhardt a été l'un des premiers à opposer à l'idéalisation de l'Antiquité grecque, l'homme grec serein de Goethe par exemple, une représentation aussi réaliste et crue que possible, et il n'hésita pas à critiquer les grands hommes de l'époque classique, Périclès, Socrate ou Platon, tout en faisant ressortir le caractère unique des anciens Grecs.
Ces quatre tomes traitent des sujets suivants :
Tome I :
- Les Grecs et leurs mythes
- État et Nation

Dans cette partie, Burckhardt analyse tout d'abord la cité en général, puis trace un tableau historique de son évolution qui lui permet d'aborder les différents régimes (royauté, aristocratie, tyrannie, démocratie). Il aborde particulièrement les aspects antidémocratiques de la cité (esclavage), et les horribles conditions de vie des populations souvent oppressées et déportées.
Tome II : 
- Religion et culte
- La divination

Tome III : 
- Les arts plastiques
- Poésie et musique

« La poésie mythique permet à tous les peuples jeunes de vivre dans le permanent, dans le constant, dans l'image transfigurée de la nation même, mais c'est tout particulièrement à Homère que les Grecs sont redevables de cette vie. Voilà pourquoi jamais dans aucune nation un poète n'a occupé une place pareille chez les grands comme chez les petits. Plutarque dit joliment : "Homère est le seul à avoir remporté la victoire sur l'instabilité du goût des hommes : il est toujours jeune et dans le merveilleux éclat de la jeunesse. »
- La philosophie, la science et l'éloquence

Tome IV : 
- L'homme hellénistique
- L'homme héroïque
- L'homme colonial

L'œuvre fut mal accueillie à sa parution, ce qui ne l'empêcha pas d'exercer une influence considérable, tant par son analyse de l'agôn (la rivalité) comme élément moteur de la civilisation hellénique que par le portrait antidémocratique qu'il a fait de la polis grecque.

### Considérations sur l'histoire universelle(1905, publication posthume)
Cette œuvre (qui est d'abord un cours édité par son neveu et qu'il a écrit vers la fin de sa vie), analyse plusieurs questions fondamentales de la philosophie de l'histoire, bien que lui-même se défende contre toute théorie philosophique de ce genre : il s'oppose fermement aux constructions théoriques qui prétendent montrer comment l'Histoire s'inscrit dans un déroulement d'ensemble censé s'achever en apothéose. Il rejette ainsi Hegel et Marx, en cherchant à mettre en évidence et à décrire les éléments qui perdurent dans les évolutions historiques des civilisations.
Par son caractère théorique et synthétique, cette œuvre fournit un certain nombre de clés pour la lecture de ses autres travaux, et peut-être l'élément le plus important pour la compréhension d'ensemble de la pensée de Burckhardt est-il la tentative de dépasser les contradictions de l'historicisme par une typologie des constantes historiques : le principe organisateur de l'histoire est « ce qui se répète, ce qui est constant, typique. » Il rejette de cette manière l'histoire narrative événementielle et la remplace par une perspective synchronique, comme cela est illustré par les œuvres précédentes.
Après une préface générale, Burckhardt analyse tout d'abord le fonctionnement dialectique et l'influence réciproque des trois puissances hétérogènes et inconciliables qui ont été évoquées plus haut : l'État, la religion et la culture, qui découlent d'une nature humaine que Burckhardt estime invariable. Il examine ensuite le rapport de l'individuel au général, décrit le déroulement des crises historiques, et termine par l'examen des jugements sur le bonheur et le malheur des peuples du passé.

#### Quelques réflexions préliminaires sur les études historiques
Rejetant toute espèce de philosophie de l'histoire parce que l'ordre chronologique y est selon lui inadapté et que les fondements métaphysiques de ces théories sont arbitraires (il vise ainsi Hegel dont il estime la pensée de l'histoire superflue), il analyse l'histoire en trois éléments qui interagissent et dont la combinaison exprime différentes formes de civilisation : l'État, la religion et la culture. Mais cette division n'a pour lui rien d'absolu, et n'est utile que dans la mesure où elle sert la compréhension des civilisations. Il ne propose donc en réalité aucune grille de lecture définitive, mais met plutôt en avant l'effort personnel auquel doit consentir l'étudiant (au sens large) pour parvenir à dépasser ses habitudes culturelles qui lui bornent nécessairement l'esprit. Il critique en conséquence cette tendance de l'esprit moderne à ne juger de tout que selon une téléologie morale et métaphysique dont le présent serait la finalité, ou le point culminant. De telles prétentions sont ridicules, et interdisent d'étudier sérieusement le passé : ce point de vue rejette en effet avec condescendance de manière systématique tout ce qui heurte son goût et sa sensibilité morale.
Burckhardt détestait pour cette raison le goût moderne, qui refuse de s'ouvrir à l'altérité des civilisations, en méprisant les arts et les pensées anciens et en leur préférant les romans de gare, la lecture des journaux et les effets spectaculaires du théâtre dont sont friands, selon lui, les esprits fatigués. Ainsi, pour lui, la modernité est absence de curiosité intellectuelle, demi-instruction, et marchandage de l'esprit. Les études historiques sont pour lui tout le contraire d'une plate érudition ou d'une activité de dilettante assoiffé de petits faits insignifiants ou curieux.
Mais Burckhardt relève les points positifs de son époque (et dans l'ensemble, on remarque qu'il ne fait jamais de critiques sans mettre également en valeur ce qui lui semble valable) : à l'instar de Nietzsche, qui a suivi les cours de Burckhardt sur l'Histoire et qui s'en est largement inspiré, Burckhardt estime que le XIXe siècle est le siècle de la connaissance historique, qu'il est particulièrement propre au comparatisme ethnologique dont le but est pour lui de se forger une image universelle de l'humanité. L'histoire, selon lui, n'a jamais eu dans le passé une telle étendue, et de même, en conséquence, pour la connaissance des facultés humaines qui se déploient de manières diverses (arts, religions, etc.) depuis l'Antiquité.
Dans son analyse des trois éléments principaux qui constituent une civilisation, Burckhardt montre, en laissant de côté les questions de l'origine qu'il juge obscures et aventureuses, comment ceux-ci interagissent, au point qu'il est difficile parfois de les distinguer.
L'œuvre est divisée selon les trois facteurs historiques que Burckhardt distingue : l'État, la religion et la culture. Les deux premiers maintiennent la stabilité des structures de la société et revendiquent l'universalité et l'exclusivité, notamment par l'invention de discours de légitimation, ou par la force : ils appuient en effet parfois leur pouvoir sur la coercition, la torture, les persécutions, etc. La culture offre en revanche un domaine permettant aux facultés humaines de se déployer librement. L'État, la culture et la religion se conditionnent mutuellement selon des combinaisons variables à l'infini, qui marquent des époques différentes. La culture est ainsi la puissance principale de l'Athènes antique, ou de la Florence de la Renaissance. Le christianisme remplace l'État romain en déclin et domine la civilisation du Moyen Âge. L'État absolutiste essaie d'étendre sa puissance coercitive à tous les domaines de la culture et de la religion, en s'appuyant sur elles, et devient totalitaire au cours de l'époque moderne. Mais cet État moderne centralisé se voit poussé dans ses retranchements par le développement de la technique et de l'industrie.
Outre les phases d'évolution très lente, Jacob Burckhardt étudie les processus accélérés et les crises historiques, qu'il s'agisse de migrations de populations, de soulèvements de classes et de castes ou d'événements tels que la Réforme ou la Révolution française. Il remarque que les crises suppriment les formes rigides de l'État et de la religion pour laisser apparaître du nouveau, et il constate simultanément le risque de basculement dans la terreur ou le militarisme.

#### L'État
L'État est conçu comme une composante qui exprime la soif humaine de pouvoir. Burckhardt est ici influencé par Schopenhauer dont il reprend volontiers le pessimisme. Il donne en particulier l’exemple de la Grèce, en expliquant comment les cités s’entre-déchiraient, jusqu'à l'anéantissement, en recourant aux massacres ou aux déportations de classes entières. Burckhardt se situe explicitement à l'opposé de Rousseau, qu'il estime naïf : l'État est un instrument de la violence, qui se transforme en force et en droit par des discours de légitimation, tels que la religion. La propension de l'État à ne suivre que son intérêt s'exprime notamment par l'uniformisation de la pensée ; l'État est en effet un facteur d'immobilisme, et les expressions de l'individualité, généralement véhiculées par la culture (qui est l'élément instable des civilisations) sont pour lui dangereuses. Cette uniformisation, Burckhardt l'observe dans le monde moderne, dans le fait que les hommes sont payés par l'État pour instruire, et qu'ils sont donc soumis à lui, comme Schopenhauer en avait fait violemment la remarque dans ses Parerga et Paralipomena.
Outre cette pensée unique qu'engendre la toute-puissance de l'État sur la culture, sa tendance est naturellement totalitaire ; Burckhardt n'emploie certes pas ce terme, mais décrit comment l'État moderne devient un État policier qui doit régir tous les domaines de la société par la contrainte, en abandonnant son rôle politique premier : commerces, égalité des droits, sécurité, etc.
Ainsi, pour Burckhardt, l'intromission de l'État dans des domaines qui ne lui sont pas nécessairement liés est-elle le résultat prévisible du capitalisme moderne devenu la seule norme de l'existence humaine (par le passé, dit-il, les hommes avaient une existence à vivre, depuis peu, il s'agit de gérer une affaire) tout autant que des revendications socialistes et des droits de l'homme. En conséquence, il est à prévoir que l'inégalité des droits sera rétablie un jour, car l'égalité n'existe plus ou moins en droit que par le soutien de cette violence légitimée qu'est l'État, c'est-à-dire que l'égalité n'est pas du tout un stade plus élevé de l'histoire de l'humanité, mais un état résultant de diverses combinaisons de forces.
Quand cette puissance conservatrice de l'État s'allie à la religion, c'en est fait de la pensée et de l'art – Burckhardt donne l'exemple de l'Égypte – mais la science peut cependant encore prospérer dans certaines conditions.

#### Les religions
La religion, autre élément essentiel, est le fondement de toute société, et de tout art. C'est le lien premier qui permet la stabilité sociale. Ainsi, comme l'État, la religion contribue à la stabilité de la vie humaine. Mais Burckhardt distingue plusieurs types de religions ; ces distinctions n'ont cependant pour lui rien d'absolu, et il est préférable d'envisager plusieurs types de classements pour mieux comprendre l'ensemble des religions. D'une manière essentielle, toutefois, il distingue religion monothéiste et religion polythéiste. Il aborde notamment l'islam qui est selon lui une forme spirituelle très pauvre et incitant au fanatisme et à la brutalité. Le même type d'analyses est employé par lui pour le judaïsme, qui se distingue du christianisme notamment par son caractère national ; Burckhardt laisse alors entendre, en comparant diverses volontés de restaurations religieuses, que la restauration d'Israël conduira très certainement à bien autre chose que ce qui était espéré à son époque. On voit donc que les religions monothéistes, sans exception, suscitaient en lui une méfiance très forte.[réf. nécessaire] L'islam est, selon Burckhardt dans son ouvrage Considérations sur l'histoire universelle, une religion de vainqueurs.
Les religions polythéistes sont pour lui d'une tout autre nature ; tout d'abord, elles n'ont pas toutes un clergé, tyrannie de l'esprit par excellence. Et c'est cette absence de clergé qui explique pour lui l'incroyable foisonnement de la pensée grecque : en Grèce, dit-il, en une formule notée par Nietzsche (fragments posthumes, automne 1869), les croyances se laissent mettre de côté, permettant à la philosophie et la science de se développer avec une grande liberté.[réf. nécessaire]

#### La culture
La culture est définie par Burckhardt comme « la somme des créations de l'esprit, nées spontanément et qui ne prétendent pas à une valeur universelle ni à un caractère obligatoire. » Face aux puissances stabilisantes de l'État et de la religion, la culture représente l'élément instable de la création humaine en général, car elle les modifie et les désagrège continuellement par sa critique : la culture est en effet, dans ses stades les plus élevés, savoir réfléchi, science et philosophie.
C'est la langue d'un peuple qui est la révélation la plus directe de sa culture spirituelle, et, conformément à l'idée que Burckhardt se fait des études historiques, il estime que chacun doit apprendre et maîtriser plusieurs langues : « Autant possède-t-on de cœurs que l'on possède de langues. »

#### Les grands hommes: l'individu et l'universel
En décrivant la culture, Burckhardt marque une certaine préférence pour l'individu, mais il s'agit de l'individu d'une culture, non du faux (c'est-à-dire atomique) individualisme moderne. La grandeur humaine sera donc toujours ce qui, nous dépassant, est relative à une médiocrité générale, et non une grandeur en soi.
Mais les grands hommes ne sont pas non plus les hommes que nous estimons subjectivement selon nos valeurs, mais ceux qui, même malgré nous, ont une influence qui dépasse les contingences médiocres de la vie quotidienne. C'est particulièrement le cas des poètes et des philosophes, qui savent exprimer des tonalités de l'existence qui, sans eux, seraient restées à l'état d'obscurs pressentiments. Certains hommes politiques ont ce même pouvoir par leurs actions ; en revanche, les scientifiques ne sont nullement de grands hommes.

#### Les crises
Après l'analyse des conditionnements réciproques des trois puissances fondamentales de l'Histoire, Burckhardt décrit les étapes typiques de toute crise. Selon lui, elle peut être ainsi exposée :
- une phase d'accumulation de mécontentements matériels ; sans cela, on peut bien avoir quelques actions d'éclats, mais jamais de véritable crise. La crise tend en effet à l'extrême les forces du désespoir, et elle n'a donc rien à voir avec les mouvements d'humeur hypocrite de petits bourgeois qui reviennent dans leur foyer au premier danger ;
- une explosion dirigée par des éléments élevés (propagandistes, rhéteurs qui donnent une forme au mouvement) ;
- une succession de générations par laquelle sont exterminés les premiers membres de la crise : la Révolution dévore ses enfants ;
- la crise peut ensuite soit se retourner en son contraire, par volonté conservatrice de certains meneurs qui ont obtenu les gains qu'ils souhaitaient, soit s'accentuer et dégénérer en Terreur ; elle peut également être récupérée par des conflits latents totalement différents des conflits ouverts par lesquels elle a commencé ;
- finalement, comme la violence aura épuisé les hommes, ceux-ci acceptent n'importe quel régime, même pire que celui contre lequel ils luttaient, pour se réassurer la sécurité.

#### Heur et malheur en Histoire
Jacob Burckhardt pose à la fin de l'ouvrage la question du bonheur et du malheur dans l'histoire de l'humanité, en revenant plus en détail sur la critique de la déformation rétrospective de l'histoire. Il en fait une sorte de psychologie : diverses motivations, comme l'impatience, ou le besoin typiquement moderne de bien-être et de confort, nous conduisent à naïvement préférer une époque à une autre, à déclarer telle époque heureuse, telle autre malheureuse. Ces jugements n'ont aucune valeur pour Burckhardt ; ils sont les ennemis de la recherche historique.
Il est fortement sceptique et pessimiste à l'encontre de toutes les théories dans lesquelles les utopies politiques, l'accroissement de la grandeur et de la puissance nationale, l'expansion économique ou la stabilité de la civilisation promettent une société plus heureuse. Contrairement à bon nombre de ses contemporains, Burckhardt ne voit pas de prétendu progrès dans le cours de l'Histoire, mais s'interroge sur les forces sous-jacentes qui étaient peut-être meilleures et plus nobles.

## Son influence

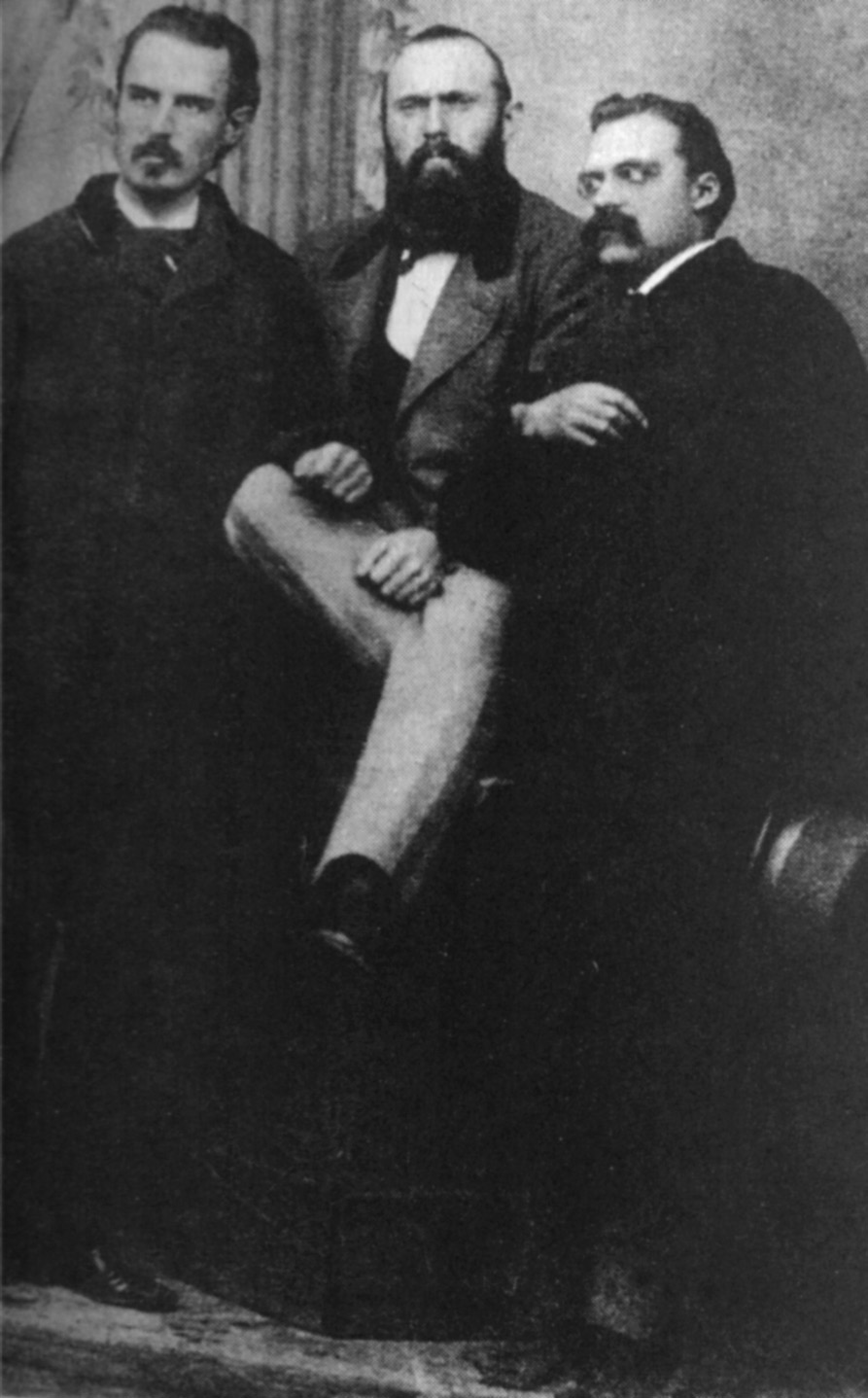
Nietzsche (ici à droite, avec Rohde et Gersdorff) fut un grand admirateur de Burckhardt.

D'une manière générale, on peut dire qu'il a largement inspiré l'approche tant scientifique que subjective de l'histoire de l'art telle que nous la connaissons actuellement.
L'influence de ses travaux est particulièrement étendue et durable : elle se comprend par sa connaissance approfondie des sources originales, ce qui lui a permis de rédiger des travaux à l'épreuve du temps, et par sa faculté de synthèse qui lui permettait d'extraire d'un événement singulier un concept général, le général étant pour lui le typique, le durable dans le cours de l'Histoire. En outre, il a fait preuve de grandes qualités littéraires, et son ton didactique et sceptique, d'une subjectivité assumée, ainsi qu'une ironie recourant parfois aux langues étrangères rendent la lecture de ses œuvres plus facile, malgré la grande érudition dont elles sont le fruit.
Mais Burckhardt a également exercé une influence déterminante sur la façon dont nous pouvons comprendre le devenir et l'évolution de la civilisation moderne. En effet, s'il est devenu particulièrement célèbre pour ses travaux sur la Renaissance italienne, en alliant rigueur scientifique et sensibilité artistique, Burckhardt a également critiqué avec lucidité et virulence la propension inquiétante de l'État pour le pouvoir. Burckhardt, de nos jours, est non seulement tenu pour un historien brillant et un spécialiste extraordinaire de l'histoire de l'art, mais aussi pour un critique prophétique de son époque. Il a ainsi analysé la crise du XIXe siècle en historien de la civilisation, pressentant la possibilité de guerres gigantesques entre les peuples utilisant les dernières inventions technologiques (chemin de fer), ainsi que l'abaissement général de l'instruction (haine des masses pour la culture), et les dangers potentiels des religions monothéistes (incompatibilité entre l'Europe et l'Islam, doute sur les conséquences de la restauration d'Israël).
Il a aussi diffusé un schéma explicatif du Moyen-Âge, selon lequel il serait un pôle de tension avec l'époque présente, mais en changeant radicalement d'opinion sur le sens de cette tension au cours de sa vie. Il examine la question des liens spirituels de l'individu avec l'autorité. Il explique, en 1860, dans "La Civilisation de la Renaissance en Italie", que la disparition de ces liens manifeste un progrès, et l'apparition de l'homme moderne. Mais, vingt-cinq ans plus tard, Burckhardt, remet radicalement en cause le sens du progrès, et place le Moyen-Âge comme un âge de forces vives, et voit la destruction des liens qui rattachaient chacun, chacune aux croyances et à la communauté comme un déclin. En effet, il s'est produit, dans les années 1870, un effondrement du paradigme du progrès. Chez des penseurs comme Ferdinand Tönnies, Émile Durkheim, Georg Simmel, ou Max Weber, ce doute a débouché sur une analyse critique de la société, alors que chez Burckhardt il a débouché sur le pessimisme.
En France, Burckhardt est plus ou moins connu, dans la mesure où ses œuvres sont difficilement accessibles, à part son livre sur la Renaissance (qui reste en rupture de stock), et le monumental Cicerone, traduit très tôt, mais que l'on ne trouve que dans quelques bibliothèques. Il existe maintenant une traduction de ses cours sur la civilisation grecque. On le connaît parfois indirectement par la lecture de Nietzsche ; mais, dans ce cas même, on sait rarement que l'ensemble des réflexions de Nietzsche sur l'origine des sociétés, de la religion, de l'art, de la pensée (par exemple, celles de la deuxième Inactuelle sur l'histoire, celles d'Aurore, mais aussi plusieurs formules que l'on attribue à tort à Nietzsche) s'inspirent largement des cours sur l'Histoire de Burckhardt. Nietzsche ne s'est d'ailleurs pas contenté de reconnaître la qualité de son collègue à l'université de Bâle, mais l'a placé parmi les esprits les plus élevés et les mieux instruits d'Europe. De son côté, Burckhardt s'intéressa aux premières œuvres de Nietzsche, mais fut plus réservé pour les dernières.

## Citations
- « Non contents d'étudier et de connaître la nature, les Italiens ont su l'admirer. Ils sont les premiers des modernes qui aient vu dans un paysage un objet plus ou moins beau et qui aient trouvé du plaisir à regarder un site pittoresque. » (La Civilisation en Italie au temps de la Renaissance)
- « Libre des entraves sans nombre qui dans d'autres pays arrêtaient le progrès, développé à un degré remarquable chez l'individu et affiné par l'antiquité, l'esprit italien s'applique à la découverte du monde extérieur et ose le décrire et le figurer. » (La Civilisation en Italie au temps de la Renaissance)
- « Ce qui est européen, c'est […] l'ambition qu'a l'esprit de laisser après lui le témoignage de tout ce qu'il y a en lui, et de ne pas se soumettre en silence à des monarchies universelles et à des théocraties comme celles de l'Orient. »
- " Seule la guerre permet aux hommes le spectacle grandiose de la subordination de tous à une universalité." (Considérations sur l'histoire universelle)

## Représentation

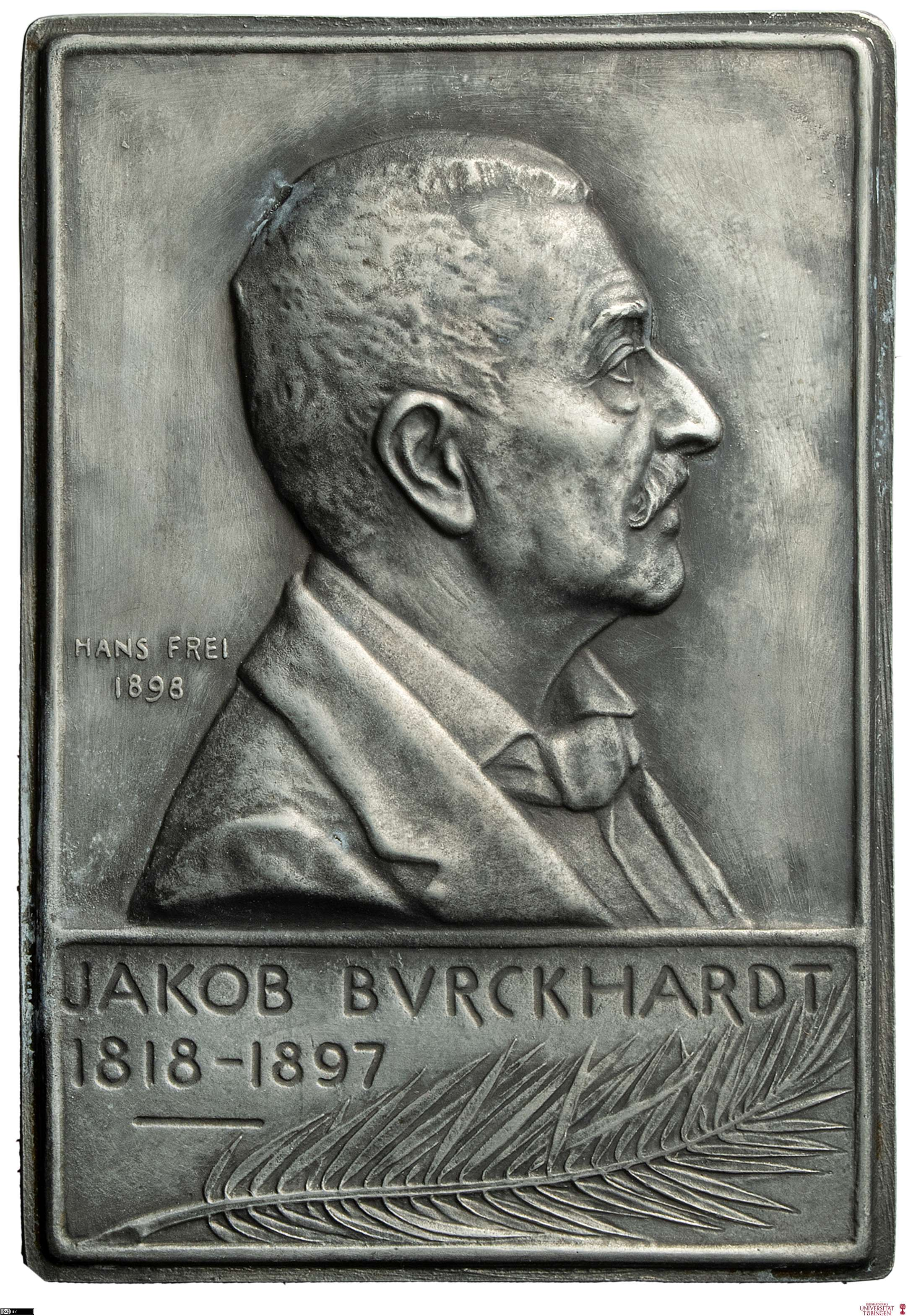
Médaille Jakob Burckhardt 1898

- Il y a une médaille pour Burckhardt gravée en 1898[21].
- Il est représenté sur le billet de 1 000 francs de la Banque nationale suisse depuis 1998.

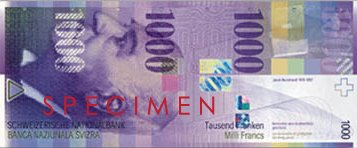

## Œuvres
- Bilder aus Italien (1838)
- Carl Martell (1840)
- Kunstwerke der belgischen Städte (1842)
- Conrad von Hochstaden (1843)
- Die Kirche zu Ottmarsheim im Elsaß (1844)
- Die Alemannen und ihre Bekehrung zum Christentum (1846)
- Ferien. Eine Herbstgabe (Gedichte) (1849)
- Erzbischof Andreas von Krain und der letzte Concilsversuch in Basel (1852)
- Die Zeit Constantins des Großen, L'Époque de Constantin le Grand (Bâle, Schweigerhauserische Verlags., 1853)
- E Hämpfeli Lieder (Gedichte) (1853)
- Der Cicerone. Eine Anleitung zum Genuß der Kunstwerke Italiens, Le Cicerone, (1855)
- Die Cultur der Renaissance in Italien, La Civilisation de la Renaissance en Italie (1860)

Posthumes :
- Die Architektur der Renaissance Italiens
- Erinnerungen aus Rubens (1898)
- Griechische Kulturgeschichte, Histoire de la civilisation grecque, notes éditées par son neveu Jacob Oeri, (1898-1902)
- Weltgeschichtliche Betrachtungen, Considérations sur l'histoire universelle, (1905). Édition du cours (suivi par Nietzsche[22])

Éditions :
- (de) Jacob Burckhardt Gesamtausgabe, 14 vol., 1929-1934
- (de) Briefe, 10 vol. et 1 vol. d'index, 1949-1994
- (de) Werke, 27 vol., 2000 - en cours, éd. critique ; München, C.H. Beck ; Basel, Schwabe & Co :
  - (de) Tome 1 - Die Zeit Constantin's des Großen, 2007
  - (de) Tome 2 et 3 - Der Cicerone. Eine Anleitung zum Genuss der Kunstwerke Italiens
  - (de) Tome 4 - Die Cultur der Renaissance in Italien. Ein Versuch, 2008
  - (de) Tome 5 - Die Baukunst der Renaissance in Italien. Nach der Erstausgabe der "Geschichte der Renaissance in Italien".
  - (de) Tome 6 - Das Altarbild - Das Portrait der Malerei - Die Sammler. Beiträge zur Kunstgeschichte Italiens, Aus dem Nachlaß, hg. v. Stella von Boch, Johannes Hartau, Kerstin Hengevoss-Dürkop et Martin Warnke, 592 p.,  (ISBN 3-406-44181-5)
  - (de) Tome 7 - Erinnerungen aus Rubens, 2007
  - (de) Tome 9 - Kleine Schriften II, 2006
  - (de) Tome 10 - Aesthetik der bildenden Kunst/Über das Studium der Geschichte. Avec le texte de Weltgeschichtlichen Betrachtungen in der Fassung von 1905, Aus dem Nachlaß hg. v. Peter Ganz, 695 p.,  (ISBN 3-406-44182-3)
  - (de) Tome 11 - Vorträge 1844-1869, 2006
  - (de) Tome 16 - Kunst der Renaissance II, 2006
  - (de) Tome 18 - Galerie - und Reisenotizen, 2006
  - (de) Tome 26 - Geschichte des Revolutionszeitalters, 2008
- (fr) Histoire de la civilisation grecque, traduit de l'allemand par Frédéric Mugler, 4 tomes, Éditions de L'Aire, 2002.

### Textes disponibles aujourd'hui
- Publications de et sur Jacob Burckhardt dans le catalogue Helveticat de la Bibliothèque nationale suisse
- Œuvres en allemand :
  - Der Cicerone. Eine Anleitung zum Genuß der Kunstwerke Italiens
  - Die Zeit Constantins des Großen
  - Griechische Kulturgeschichte
- Traductions en français disponibles sur Gallica :
  - (fr) La Civilisation en Italie au temps de la Renaissance, trad. de M. Schmitt, ; sur la seconde éd. annotée par L. Geiger - Plon-Nourrit (Paris), 1906 : Tome 1 ; Tome 2
  - (fr) Le Cicerone : guide de l'art antique et de l'art moderne en Italie, traduit par Auguste Gérard; sur la 5e édition, revue et complétée par le docteur Wilhelm Bode, etc. - Firmin-Didot (Paris) - 1885-1892 : Vol. 1, Vol. 2
  - Considérations sur l’histoire universelle, Paris, Allia, 2001, trad. Sven Stelling-Michaud 269 p.  (ISBN 2-84485-074-X).
- (fr) Bibliographie. De Jacob Burckhardt à Meyer Schapiro, dir. par Sophie Triquet, avec Philippe Bordes et Sarah Linford, Paris, 2009, p. 3-7.
- (en) Bio-bibliographie dans Dictionary of Art Historians, dir. par Lee Sorensen et Monique Daniels, et al., Durham (NC), cop. 2000.
- Leçons sur l'art occidental, Fernand Hazan, 158 p., 1998  (ISBN 978-2850256523)